# Jacek Chmielnik

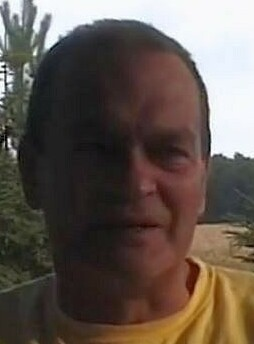
Jacek Chmielnik, 2006

Jacek Chmielnik (* 31. Januar 1953 in Łódź; † 22. August 2007 in Suchawa, Powiat Włodawski) war ein polnischer Schauspieler, Musiktheaterregisseur und Dramatiker.

## Leben
Jacek Chmielnik studierte Schauspiel an der Filmhochschule Łódź und schloss das Studium 1975 ab. Im gleichen Jahr debütierte er am Theater Ateneum in Warschau. Er spielte anschließend in zahlreichen polnischen Theatern. Ab 1997 inszenierte er Opern, Operetten und Musicals. Seine Komödie Romanca wurde in einigen polnischen Theatern aufgeführt sowie auch in den USA. Große Popularität erreichte er durch seine Hauptrollen in den Filmen Vabank und King Size unter der Regie von Juliusz Machulski in den 1980er Jahren. Jacek Chmielnik starb nach einem Stromunfall im Keller seines Sommerhauses in Suchawa.

## Filmografie (Auswahl)
- 1981: Alles auf eine Karte (Vabank)
- 1985: Retourkutsche (Vabank II, czyli riposta)
- 1988: King Size (Kingsajz)
- 1989: Begegnung mit dem lustigen Teufel (Bliskie spotkania z wesołym diabłem)